# Skivrasbrytning

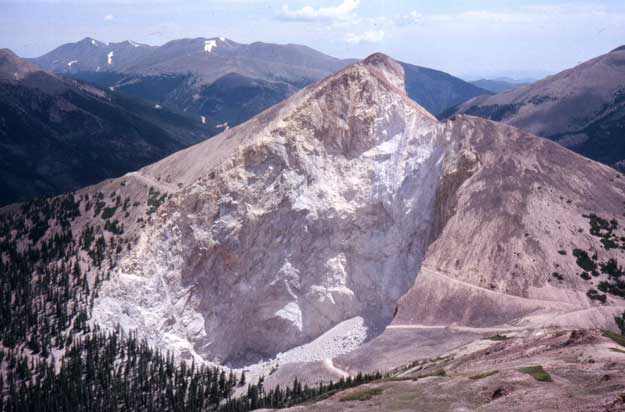
Den 1980 uppkomna instörtningsdolinen efter skivrasbrytning i molybdengruvan Henderson mine, Clear Creek County i Colorado i USA, 1987

Skivrasbrytning är en modern storskalig metod för underjordsbrytning av malm. I Sverige tillämpas skivrasbrytning till exempel i landets största underjordsgruvor, de av LKAB drivna Kirunagruvan och Malmbergsgruvan. Exempel på storskalig malmbrytning med skivrasbrytning i andra länder är Rio Tintos gruva söder om Ulan Bator i Mongoliet, Resolution Coppers koppargruva nära Superior i Arizona i USA och Newcrest Minings "Red Chris Copper-Gold Mine" i British Columbia i Kanada.
Skivrasbrytning är en effektiv brytningsmetod för underjordsbrytning av branta malmkroppar, som de järnförande hematitmalmerna i Malmfälten i Norrbotten. Den medger där ett högre malmuttag än tidigare tillämpade brytmetoder.
Vid skivrasbrytning skapas ett hålrum i malmkroppen genom borrning från en produktionsort underifrån, sprängning samt bergmassans ras till underliggande nivå, orsakade enbart av tyngdkraften. Efter det att den tillvaratagna malmen lastats ut, faller gråberget ned och sätter igen hålrummet. 

## Markdeformationer
En oundviklig konsekvens av skrivrasbrytning är markdeformationer. Ju mer malm som bryts, desto mer riskerar marken att sjunka ovanför hålrumstaket. Detta gör att underjordsbrytning inte kan ske under områden, där människor vistas. I Kiruna och Malmberget har efter det senaste sekelskiftet skivrasbrytningen och dess planerade fortsättning lett till samhällsomvandlingen av Kiruna respektive av Malmberget. 
Taket i ett utsprängt hålrum utsätts för spänningar, som leder till uppblockning, det vill säga ras av lossnande bergsblock från taket. Denna process fortsätter med nya spänningar i det efter hand nytillkomna taket, vilket i sin tur fortsätter uppblockningsprocessen, tills slutligen takskivan brister i marknivån. För att prognosticera utbredningen av markdeformationer som funktion av en framtida planerad brytning används en empirisk metodik, vilken är avhängig av tidigare observationer och data. Samtidigt saknas data för skivrasbrytning på 1 000 meters djup eller djupare, vilket gör långsiktiga förhandsbedömningar i Malmfälten osäker på nuvarande stadium.
I tätorten Malmberget  har under senare år flera slukhål, så kallade instörtningsdoliner, uppstått på instängslad gruvindustrimark i samhället, till exempel instörtandet 2012 av takskivan över Fabianmalmkroppen, omedelbart intill Kaptensgropen. Vid mitten av 1980-talet var taket över Fabianmalmen 250 meter tjockt och tunnades därefter ut genom kontinuerlig och långsam uppblockning. Seismisk aktivitet i markskorpan mäts i magnitud enligt en lokal skala och som vibration i millimeter per sekund med geofoner och följs regelmässigt i kritiska områden. Akut rasrisk i ett visst område kan därför bedömas i god tid i förväg.